# Saint-Sauveur (Alpy Wysokie)
Saint-Sauveur – miejscowość i gmina we Francji, w regionie Prowansja-Alpy-Lazurowe Wybrzeże, w departamencie Alpy Wysokie.
Według danych na rok 1990 gminę zamieszkiwało 298 osób, a gęstość zaludnienia wynosiła 12 osób/km² (wśród 963 gmin regionu Prowansja-Alpy-W. Lazurowe Saint-Sauveur plasuje się na 567. miejscu pod względem liczby ludności, natomiast pod względem powierzchni na miejscu 411.).